# Cours Simon
Pour les articles homonymes, voir Simon.
Le cours Simon, ou cours d'art dramatique René-Simon, est l'un des plus anciens cours français de formation de comédiens de théâtre en France.
Fondé en 1925, il est destiné aux comédiens professionnels. Depuis 1983 il est installé au no 14 rue La Vacquerie, dans le 11e arrondissement de Paris.

## Historique
Le cours Simon est fondé en 1925 par René Simon (1898-1971),, qui le dirige jusqu'en 1971. La direction est reprise ensuite par Rosine Margat (qui y avait été élève),, puis par Chantal Brière à compter de 2010.
Anciennement situé dans le quartier des Invalides du 7e arrondissement de Paris, lieu dont il est expulsé en 1982, le cours Simon emménage en 1983 dans le 11e arrondissement, au numéro 14 de la rue La Vacquerie, près du cimetière du Père-Lachaise.
Le cours Simon est un lieu de formation professionnelle, à raison de quinze heures par semaine, préparant au concours du Conservatoire national supérieur d'art dramatique par l'enseignement de diverses techniques théâtrales, autant qu'un lieu de réflexion sur la profession d'acteur, par le questionnement des notions de métier, vocation, talent, célébrité, etc.
On y travaille les auteurs classiques — Aristophane, Racine, Molière, Marivaux, Shakespeare, Kleist, etc. — mais aussi l'esprit français (Feydeau, Achard, Guitry, Courteline, Labiche, etc.) et les auteurs contemporains de toutes nationalités (Steven Berkoff, Sarah Kane, Edward Bond, Bernard-Marie Koltès, Harold Pinter, Rémi De Vos, Dario Fo, Samuel Beckett, Luigi Pirandello, Bertolt Brecht, Anton Tchekhov, etc.).
Le Cours Simon est actuellement composé de 4 professeurs pour la formation du comédien professionnel :  Diane de La Croix,  Nicolas Dereatti,  David Sztulman et Pierrick Dupy qui à remplacé Cyril Jarousseau à la rentrée 2022.
À titre d'activité de loisir, des classes hebdomadaires sont également proposées aux jeunes (à partir de 8 ans), aux collégiens, aux lycéens et aux adultes.

## Anciens élèves
Le cours Simon est devenu renommé par le nombre de stars du cinéma et/ou du théâtre qui y ont été élèves :
Michèle Morgan, Marie-Pierre Casey, Michel Piccoli, François Beaulieu, Judith Magre, Edwige Feuillère, Jean Lefebvre, André Falcon, François Périer, Colette Brosset, Daniel Gélin, Michel Serrault, Daniel Ivernel, Danièle Delorme, Serge Reggiani, Kyan Khojandi, La Bajon, Francis Huster, Robert Hossein, Louis de Funès…